# Zona di occupazione sovietica
La zona di occupazione sovietica (in tedesco Sowjetische Besatzungszone, SBZ o Ostzone; in russo Советская оккупационная зона Германии?, Sovetskaja okkupacionnaja zona Germanii, "zona di occupazione sovietica della Germania") è stata l'area della Germania centrale occupata dall'Unione Sovietica dal 1945 al 1949, dal termine della seconda guerra mondiale. Il 7 ottobre 1949 nella zona di occupazione sovietica fu creata la Repubblica Democratica Tedesca (DDR), a cui ci si riferisce comunemente come Germania Est.
La SBZ era una delle quattro zone di occupazione della Germania create al termine della seconda guerra mondiale. Secondo quanto stabilito dagli accordi di Potsdam, l'Amministrazione militare sovietica in Germania (iniziali in tedesco: SMAD) ricevette la competenza sulla parte orientale della Germania.
La SBZ comprendeva gli stati della Germania centrale della Sassonia e della Turingia, la provincia della Sassonia-Anhalt, gran parte della provincia del Brandeburgo, nonché il Meclemburgo e la Pomerania occidentale. Ciò non includeva i territori orientali dell'ex Terzo Reich, che dovevano essere amministrati dalla Repubblica Popolare Polacca e dall'Unione Sovietica in base a un accordo di pace. Le uniche eccezioni all'inizio furono le aree intorno a Stettino e Świnoujście a ovest della linea Oder-Neisse, che inizialmente erano parti della zona sovietica. Le aree furono nuovamente sottratte alla SBZ in seguito all'accordo di Potsdam firmato pochi mesi dopo la fine della guerra. Pertanto, la regione di Stettino fu per la prima volta rimossa dalla ZOS il 5 luglio 1945 e posta sotto l'amministrazione polacca. Il 6 ottobre 1945 ebbe luogo il trasferimento della città di Świnoujście all'amministrazione polacca. Il 7 ottobre 1949, la ZOS divenne il territorio nazionale della nuova Repubblica Democratica Tedesca (RDT).

## Abbreviazione del nome
L'abbreviazione SBZ fu usata anche dopo il 1949 durante la guerra fredda durante i primi anni della Germania Ovest per indicare la RDT. I primi governi federali non volevano infatti riconoscere l'esistenza di uno Stato nella Germania orientale e molti tedeschi occidentali continuarono ad usare termini come "SBZ", "Zona sovietica", "Zona est" o "Zona". Negli anni settanta, la situazione cambiò gradualmente con la nuova Ostpolitik ed il trattato fondamentale. Alcuni editori di giornali spesso continuarono a inserire la sigla "RDT" tra le virgolette anche negli anni settanta mentre alcuni giornali della casa editrice Axel Springer lo fecero fino all'estate del 1989.
L'uso di questi termini continuò per molti anni, anche dopo la riunificazione, ad esempio nel concetto di Zonenrandgebiet regolato nello Zonenrandförderungsgesetz fino alla sua abrogazione nel 2006, ed esiste ancora oggi nello status di Begriff des Sowjetzonenflüchtlings ("rifugiato della zona sovietica"). Secondo la Gesetz über die Angelegenheiten der Vertriebenen und Flüchtlinge ("Legge federale sui rifugiati e gli esiliati"), questo status è concesso a una persona che ha lasciato la RDT prima del 1º luglio 1990.

## Storia

### Fine della seconda guerra mondiale

Mappa della Germania nel 1945.

Con la resa incondizionata della Wehrmacht l'8 maggio 1945, la Germania nazista fu sconfitta e la seconda guerra mondiale finì in Europa.
Prima della fine della guerra, diversi gruppi di iniziativa del Comitato centrale del Partito Comunista di Germania erano già tornati dall'esilio in Unione Sovietica. Oltre al gruppo di Walter Ulbricht, attivo dal 1º maggio circa a Bruchmühle e Strausberg, vi erano il gruppo Ackermann-Matern a Dresda e il gruppo di Gustav Sobottka a Varsavia e a Stettino. Questi gruppi avrebbero dovuto creare organi autonomi tedeschi a trazione comunista con un'ampia partecipazione di circoli "borghesi-antifascisti". All'inizio di giugno, giunse nella ZOS il gruppo di Wilhelm Pieck.
Le principali potenze degli Alleati della seconda guerra mondiale, il Regno Unito, gli Stati Uniti d'America, l'Unione Sovietica e successivamente anche la Francia, assunsero il controllo nel Reich tedesco con la Dichiarazione di Berlino del 5 giugno 1945, fissando le quattro zone di occupazione del territorio e di Berlino e formando il Consiglio di controllo degli alleati. Nell'ex Ostmark fu ricreata l'Austria come insieme di quattro zone di occupazione alleate. Gli ex territori orientali della Germania furono posti sotto l'amministrazione provvisoria di Polonia e URSS. In base alla dichiarazione di Jalta, gli USA e il Regno Unito ritirarono le loro truppe dai territori designati come "zona sovietica" tra il 1º e il 4 luglio 1945 e si trasferirono nel propri settori riservati di Berlino Ovest.

### Amministrazione militare sovietica
Tra maggio e settembre 1945, la polizia segreta sovietica dell'NKVD stabilì un totale di dieci campi di lavoro nell'area della SBZ, dove fino al 1950 furono detenuti circa 122 000 tedeschi senza alcun processo o sentenza e dove circa 42 000 persone persero la vita. Migliaia di loro furono inoltre deportati in Unione Sovietica e condannati ai lavori forzati.
Il 9 giugno, l'Amministrazione militare sovietica in Germania (SMAD o SVAG), con sede a Berlino-Karlshorst, assunse il governo nella SBZ.
Una prima suddivisione territoriale e politica della ZOS avvenne già nel giugno del 1945 con la creazione dei Länder del Meclemburgo-Pomerania Anteriore, della Sassonia e della Turingia con i propri governi nazionali e amministrazioni provinciali nelle ex province prussiane della Sassonia, Sassonia-Anhalt e Brandeburgo. Alle amministrazioni dei cinque stati o province federali fu concesso il diritto di legiferare in base all'ordinanza n. 45 del 22 ottobre 1945, se fossero state in accordo con le direttive di controllo. A settembre, con l'accordo di Wanfrieder, si giunse ad uno scambio territoriale tra le zone di occupazione sovietica e statunitense riguardante il collegamento ferroviario Bebra-Gottinga. Di conseguenza, parte dell'Eichsfeld fu trasferita nella zona americana e successivamente nell'Assia. L'accordo Barber-Ljaščenko, firmato a Gadebusch il 13 novembre 1945, vide un altro scambio tra il Meclemburgo e lo Schleswig-Holstein, appartenenti alla zona di occupazione britannica.
L'ordinanza n. 1 del 9 giugno 1945 sulla "Organizzazione dell'Amministrazione militare nella zona di occupazione sovietica" (Organisation der militärischen Administration zur Verwaltung der sowjetischen Okkupationszone) fu introdotta dalla SMAD. Il generale Georgij Žukov fu nominato capo supremo della SVAG, affiancato dal vice generale Vasilij Sokolovskij, mentre il colonnello generale I. A. Serov fu nominato vice capo colonnello. La carica di capo di stato maggiore, con sede a Berlino, fu affidata al generale V. V. Kurasov.
Con l'ordine n. 2 del 10 giugno, la SMAD concesse la formazione di partiti e sindacati. Il giorno successivo fece ritorno il Partito Comunista di Germania (KPD), seguito dal Partito Socialdemocratico Tedesco (SPD), l'Unione Cristiano Democratica (CDU) e dal Partito Liberal-Democratico di Germania (LDP). Il 13 giugno fu creata la Federazione tedesca dei sindacati liberi (FDGB). In precedenza, alcuni partiti erano stati sciolti, come ad esempio il "Partito dei lavoratori" fondato in Turingia come un partito socialista unificato di vecchi comunisti e socialdemocratici. Il 14 luglio fu creato il "Fronte unito dei partiti democratici antifascisti" (Einheitsfront der antifaschistisch-demokratischen Parteien) o semplicemente "Blocco democratico" comprendente il KPD, l'SPD, il CDU e l'LDP.
Il 1 luglio 1945 fu creata la Volkspolizei, divenuto corpo armato dopo l'approvazione della SMAD giunta tre mesi dopo.
Un altro ordine della SMAD emanato il 23 luglio 1945 avviò una riorganizzazione delle industrie finanziarie, bancarie, di risparmio e assicurative. Un ordine successivo confermò la confisca di denaro e fondi da parte di istituti di moneta e di credito, avvenuto l'8 maggio.
Nell'agosto 1945, fu istituita l'Amministrazione centrale tedesca per l'educazione popolare (Deutsche Zentralverwaltung für Volksbildung, DZfV) in base all'ordine n. 17 emanato dalla SMAD il 27 luglio 1945 a Berlino. Il compito più urgente affidato alla DZfV fu quello di costruire un sistema di istruzione e formazione antifascista e socialista: a causa del diffuso licenziamento degli insegnanti gravati dall'indottrinamento nazista, la selezione e l'incorporazione di nuovi docenti idonei era di particolare importanza. Il DZfV era uno strumento importante per l'organizzazione e l'introduzione della scuola unificata socialista nella ZOS. La cultura e i vari gradi dell'istruzione furono ridisegnate secondo le linee guida sovietiche. La SMAD introdusse un rigido sistema di censura nella zona sovietica e nei tribunali furono introdotti i cosiddetti "giudici del popolo" (Volksrichter).
Con la firma degli Accordi di Potsdam il 2 agosto 1945, fu confermata la spartizione della Germania tra le quattro potenze vincitrici. 
Tra il 3 e l'11 settembre 1945, le amministrazioni provinciali e dei Lander della ZOS emisero ordinanze per l'attuazione della riforma agraria. I proprietari terrieri furono espropriati senza compensazione, che contava più di 100 ettari. Con l'ordine 124 emanato dalla SMAD il 30 ottobre 1945 e gli atti della Commissione dei sequestri (Sequesterkommission), tutte le grandi imprese industriali furono espropriate e convertite in "proprietà pubbliche" (Volkseigentum).
Nel quadro della politica di riparazione, l'URSS avviò una campagna di vendite dei bottini di guerra e organizzò campagne per i trofei, oltre a smantellare o espropriare fabbriche e imprese industriali, istituire società commerciali sovietiche, rimuovere prodotti e a usare il lavoro forzato dei prigionieri di guerra e degli internati civili.

### Consolidamento del potere socialista

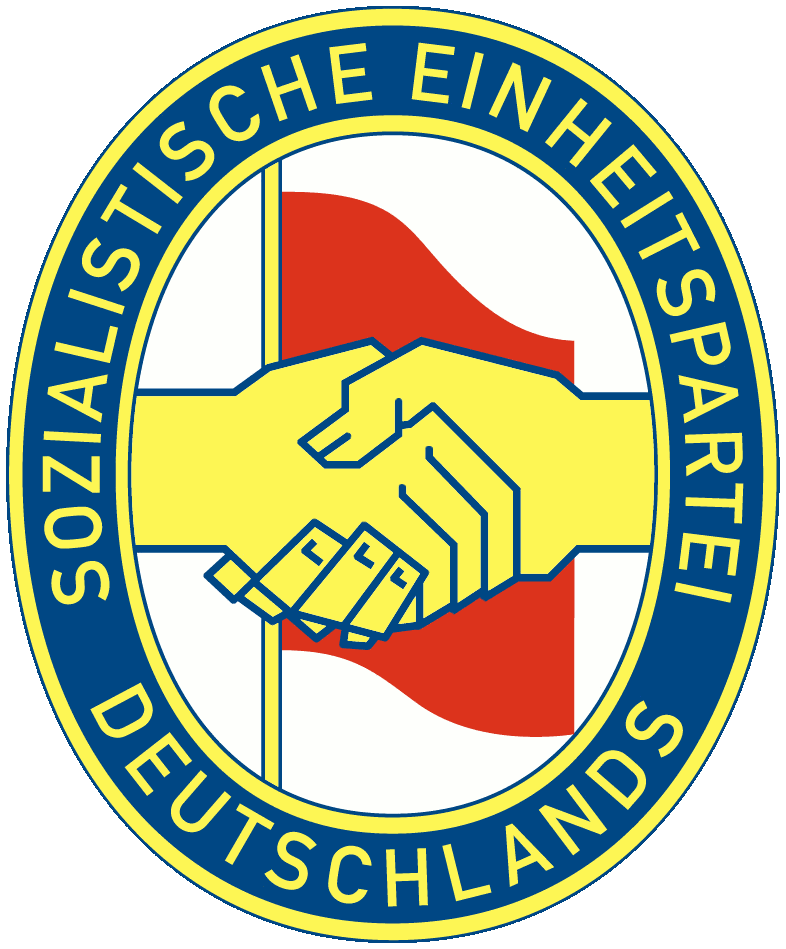
Simbolo del SED.

Il 7 marzo 1945, fece ritorno in Germania l'organizzazione della Libera Gioventù Tedesca (Freie Deutsche Jugend, FDJ). I primi gruppi erano infatti già stati creati in esilio nel 1936 ma la leadership della ZOS decise di rifondare la FDJ in un'ottica anti-fascista. Anche nelle zone occidentali furono creati dei gruppi delle FDJ ma furono presto messi al bando dalla Repubblica Federale Tedesca nel 1951.
Tra il 21 e il 22 aprile 1945, il KPD e il SPD si fusero nel Partito Socialista Unificato di Germania (Sozialistischen Einheitspartei Deutschlands, SED) sotto la spinta del governo sovietico. Wilhelm Pieck (KPD) e Otto Grotewohl (SPD) furono eletti entrambi alla presidenza del nuovo partito. Il 23 aprile 1945, fu pubblicato il primo numero del Neues Deutschland, il principale organo del SED.
Il plebiscito in Sassonia del 30 giugno 1946, approvò l'esproprio senza indennizzo dei beni di grandi proprietari terrieri, criminali di guerra e membri attivi del Partito Nazista.
Il 30 luglio è stata costituita l'Amministrazione tedesca degli interni (Deutsche Verwaltung des Innern, DVdI) per coordinare le forze di polizia nella ZOS. Il presidente della DVdI era l'ex capo della polizia di stato della Turingia, Erich Reschke, mentre i vice presidenti erano Erich Mielke, Willi Seifert e Kurt Wagner.
Nelle elezioni per i Landstag e i Kreistag della SBZ del 20 ottobre, il SED non riuscì a raggiungere la soglia della maggioranza assoluta a livello nazionale fissata al 47,5%. Nella Marca di Brandeburgo ottenne il 44%, nel Land della Sassonia il 49%, nella provincia della Sassonia-Anhalt il 46%, nel Land del Meclemburgo e della Turingia il 50%. Tuttavia, nelle elezioni presidenziali a livello cittadino e distrettuale nella Grande Berlino ebbero l'SPD come primo partito con 63 seggi contro i 26 del SED.
Nell'ottobre 1946, con l'operazione Osoaviachim, più di 2000 ingegneri tedeschi furono portati in Unione Sovietica con le loro famiglie per cooperare agli sviluppi tecnologici militari e per divulgare i risultati scientifici della Germania.
Il 1º dicembre 1946, la SMAD ordinò l'istituzione della polizia di frontiera tedesca (Deutsche Grenzpolizei, DGP) per la zona sovietica.
L'ordine della SMAD n. 138/47 del 4 giugno 1947 istituì la Commissione economica tedesca (Deutschen Wirtschaftskommission, DWK) come primo organo amministrativo centrale della zona di occupazione sovietica, istituzionalizzando così la transizione verso l'economia pianificata di tipo sovietico.
Il 16 agosto 1947, l'Ordine n. 201 della SMAD avviò la denazificazione e la completa pulizia di tutti gli uffici pubblici e l'economia da "fascisti attivi, militaristi e criminali di guerra".
Tra il 20 e il 24 settembre 1947 si svolse il II Congresso del SED, durante il quale fu discussa l'unificazione politica ed economica di tutta la Germania e furono chiariti i pagamenti delle riparazioni. Tra gli altri temi vi erano la creazione di un proprio commercio estero, l'indizione di referendum sull'ordine statale e sull'amministrazione centrale in vista di un governo a trazione tedesca e il rimpatrio veloce dei prigionieri di guerra.
Il 6-7 dicembre, il SED, tramite il "Congresso popolare per l'unità e la pace giusta" (Volkskongress für Einheit und gerechten Frieden), convocò a Berlino Est il primo congresso popolare tedesco (Deutsche Volkskongress), nonostante non fosse legittimato dalle elezioni democratiche. Formato da oltre 2 000 delegati, fu concepito come un sub-parlamento tutto tedesco, ma la sua influenza rimase limitata alla zona di occupazione sovietica.
Il 20 dicembre 1947, la SMAD bloccò la formazione del governo esecutivo da parte del CDU eletto democraticamente, imponendo quindi un blocco partitico sotto la direzione del SED.
Il 26 febbraio 1948, l'ordinanza 35/48 della SMAD sciolse le commissioni di denazificazione nella ZOS e il processo venne ufficialmente completata il successivo 10 marzo. Complessivamente, oltre mezzo milione di persone furono rimosse dai dipartimenti e dalle istituzioni governative.
Tra il 17 e il 18 marzo 1948, fu indetto un secondo congresso popolare tedesco a Berlino Est, durante il quale si protestò contro la creazione di un possibile stato della Germania occidentale e fu nominato il I Consiglio popolare tedesco (Deutscher Volksrat), con l'incarico di redigere la costituzione per la Repubblica Democratica Tedesca valida per tutta la Germania. Il 19 marzo, Wilhelm Pieck (SED), Wilhelm Külz (LDP) e Otto Nuschke (CDU) furono nominati alla presidenza della Volksrat, mentre il comitato per la stesura della costituzione fu presieduto da Otto Grotewohl.
Il 20 marzo, con l'inasprirsi del conflitto est-ovest nella politica tedesca delle potenze vittoriose, i rappresentanti dell'URSS lasciarono il Consiglio di controllo degli Alleati, rendendolo così inabilitato.
All'interno della ZOS, si ebbero scontri anche tra il SED e la CDU per la leadership: la diatriba fu risolta con la creazione del Partito Democratico Rurale di Germania (Demokratischen Bauernpartei Deutschlands, DBD), avvenuta il 29 aprile, e del Partito Nazional-Democratico di Germania (Nazionale-Demokratische Partei Deutschlands, NDP), avvenuta il 25 maggio. Entrambi i partiti rafforzarono la leadership del SED rivolgendosi al consiglio elettorale che in precedenza era vicino al CDU e al LDPD. Con l'ingresso del FDGB nel Fronte come membro consultivo, il Partito di Unità Socialista riuscì ad affermarsi in un sistema multipartitico de iure ma de facto monopartitico.
Il 5 maggio, la DWK decise di istituire un Comitato per la protezione dei diritti pubblici (Ausschusses zum Schutz des Volkseigentums, ASV). Successivamente la SMAD autorizza la formazione della Kasernierte Volkspolizei.

Berlinesi osservano un C-54 dell'aviazione statunitense mentre atterra all'Aeroporto di Berlino-Tempelhof, 1948.

A giugno del 1948, gli Stati Uniti proposero di avviare una riforma valutaria che vide l'introduzione del marco tedesco nelle zone di occupazione occidentale, inclusa Berlino Ovest. ln risposta, l'Unione Sovietica impose un blocco ai tre settori occidentali di Berlino come reazione al fatto che tale manovra non fosse stata coordinata con il governo sovietico, provocando di fatto una divisione economica della Germania. Gli Alleati occidentali crearono quindi un ponte aereo per Berlino rimasto attivo anche dopo la revoca del blocco.
Dal 24 al 28 giugno fu avviata una riforma valutaria anche nella ZOS, ma l'Amministrazione militare non aveva le risorse necessarie per implementarla e dovette riutilizzare le vecchie banconote del Reichsmark nazista sulle quali venivano incollati dei nuovi francobolli.
Nel frattempo, il 1º luglio, i governatori militari delle zone di occupazione occidentali consegnarono ai Primi ministri dei Länder i documenti di Francoforte risultanti dalla conferenza di Londra a sei potenze, autorizzando loro a convocare un'assemblea costituente per porre le basi per una costituzione federale. Di conseguenza, i lavori sulla legge fondamentale della Repubblica Federale Tedesca iniziarono il 10 agosto 1948 con la convenzione di Herrenchiemsee.
Il presidente della DVdI Erich Reschke fu sostituito il 12 luglio dal ministro degli interni sassone Kurt Fischer (SED).
Il 16 settembre fu istituita una Commissione centrale di controllo del partito (Zentralen Parteikontrollkommission, ZPKK).

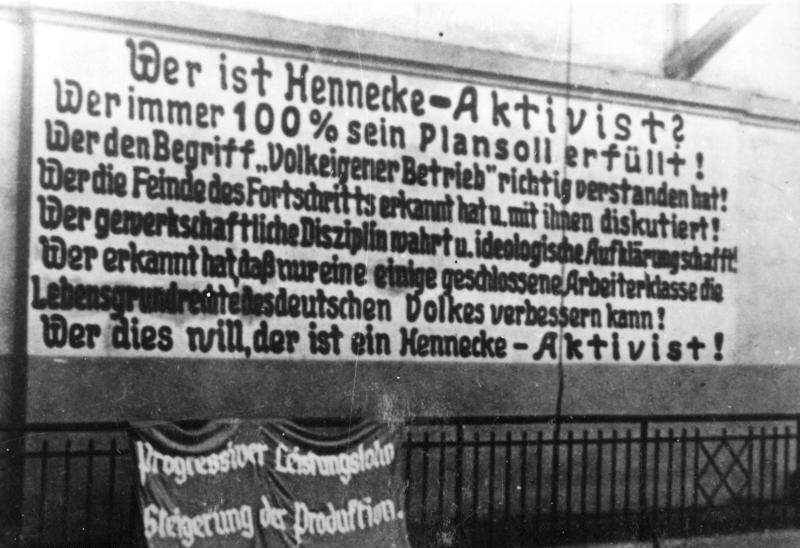
Un poster di propaganda attivista del 1948.

Il 13 ottobre 1948 il minatore di 43 anni Adolf Hennecke riuscì ad estrarre 24,4 m3 di carbone in un solo turno giornaliero, superando l'obiettivo giornaliero (fissato a 6,3 m3) del 387%. Hennecke fu premiato con un bonus di 50 marchi, 3 pacchetti di sigarette e una bottiglia di brandy. Nacque quindi il movimento attivista (Aktivistenbewegung) come iniziativa pubblica di massa che promuoveva l'aumento delle prestazioni lavorative senza (o quasi senza) alcun tipo di incentivi finanziari. Il movimento si ispirò allo stacanovismo sovietico e prevedeva un miglioramento delle condizioni di vita e della pianificazione statale. Il 13 ottobre divenne quindi la "giornata degli attivisti" e nel 1949, durante il 1º anniversario, la FDGB assegnò medaglie e premi in denaro a un totale di 25 000 attivisti.
Il 22 ottobre, il comitato del Consiglio popolare tedesco chiuse i lavori sulla stesura di una costituzione per la Repubblica democratica Tedesca, sulla base di un corrispondente progetto del SED risalente al 1946. Il testo fu adottato il 19 marzo dell'anno successivo dal Consiglio popolare tedesco.
Il 15 novembre, il primo dei due "processi di Lipsia" contro 25 imputati della società HASAG iniziò davanti al primo grande tribunale penale di Lipsia in base all'ordine 201/48 della SMAD. Il 22 dicembre 1948, quattro imputati furono condannati a morte per gli "Atti di Kamienna-Częstochowa" contro i lavoratori forzati ebrei di Skarżysko-Kamienna, in Polonia.
Il 28 dicembre, il Politburo del PCUS decise di costituire la principale Amministrazione per la protezione dell'economia nazionale, il predecessore del Ministero per la Sicurezza di Stato meglio noto come Stasi.

### Transizione verso la RDT

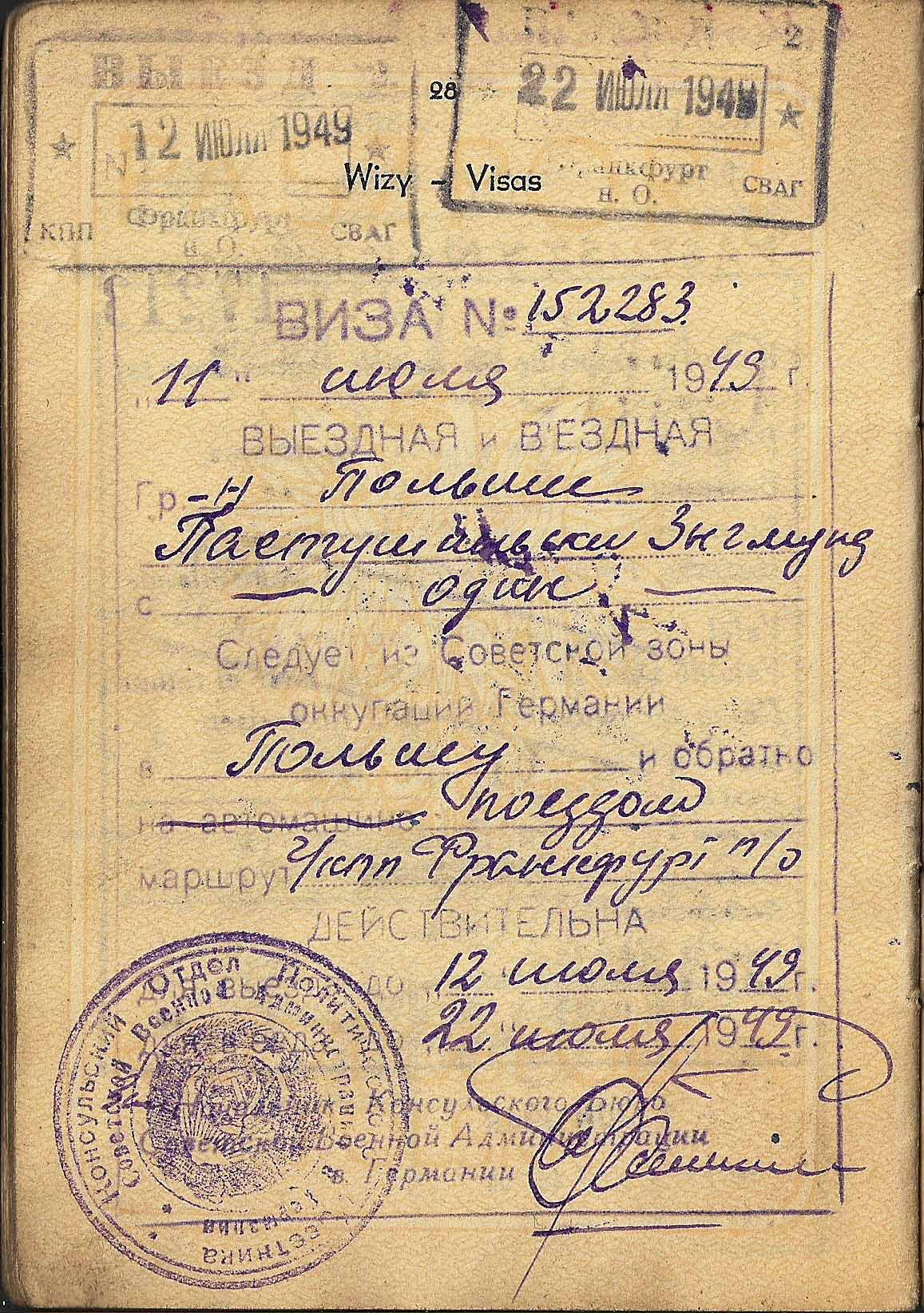
Visto sovietico del 1949 dalla Germania occupata in un passaporto di servizio polacco.

Il 14 gennaio 1949, il presidente del DVdl Kurt Fischer emise l'ordine. 2 per "ripulire la polizia da elementi indesiderati".
Alla sua prima conferenza del partito dal 25 al 28 gennaio 1949, il SED decise di organizzarsi sulla base del Partito Comunista dell'Unione Sovietica: fu creato quindi un Politburo e il centralismo democratico fu introdotto come principio organizzativo.
La Kriminalpolizei istituì i dipartimenti e i commissariati K 5 il 6 maggio. Sotto la guida di Erich Mielke, vennero formate unità organizzative indipendenti per la polizia politica e principale amministrazione per la protezione dell'economia nazionale.
Alle 12.00 del 12 maggio, l'Unione Sovietica revocò il blocco di Berlino Ovest, dopo aver realizzato che gli Stati Uniti e la Gran Bretagna erano determinati a portare avanti per un tempo indefinito il ponte aereo.
Il 23 maggio è stata proclamata la Legge fondamentale, precedentemente approvata dal Consiglio parlamentare l'8 maggio, e fu proclamata la nascita della Repubblica Federale Tedesca.
Intanto, nella ZOS iniziò il secondo dei due processi di Lipsia e quattro persone della HASAG furono condannate a morte il 17 giugno e il 29 luglio 1949 per crimini contro i lavoratori forzati a Częstochowa, in Polonia.
Dal 29 maggio al 3 giugno 1949 fu organizzato il III Congresso popolare: i suoi 1 400 membri furono eletti da una lista unica del Blocco democratico che assicurò la maggioranza del SED. I delegati elessero un II Consiglio popolare tedesco formato da 330 membri (di cui solo il 25% proveniente dalle zone occidentali) che approvò la bozza per la costituzione della Repubblica Democratica Tedesca. Intanto, nei mesi successivi, si svolsero le elezioni per il primo Bundestag della RFT che portarono alla nomina di Konrad Adenauer come primo cancelliere federale, mentre Theodor Heuss fu in seguito nominato come primo presidente della Repubblica.
Il 7 ottobre, il secondo Consiglio popolare tedesco si costituì come Camera del popolo (Volkskammer) provvisoria e, con l'entrata in vigore della costituzione, fu proclamata la nascita della Repubblica Democratica Tedesca. Nei giorni successivi, l'URSS trasferì le funzioni amministrative al governo provvisorio della RDT e trasformò la SMAD nella Commissione di controllo sovietica (SKK).
Tra l'11 e il 12 ottobre, la Camera del Popolo elesse Wilhelm Pieck come presidente della RDT e confermò il governo provvisorio, con Otto Grotewol come primo ministro.